# Schefflera distractiflora
Schefflera distractiflora là một loài thực vật có hoa trong Họ Cuồng cuồng. Loài này được (Harms) Frodin miêu tả khoa học đầu tiên năm 1998.